# メレス・スタディオン

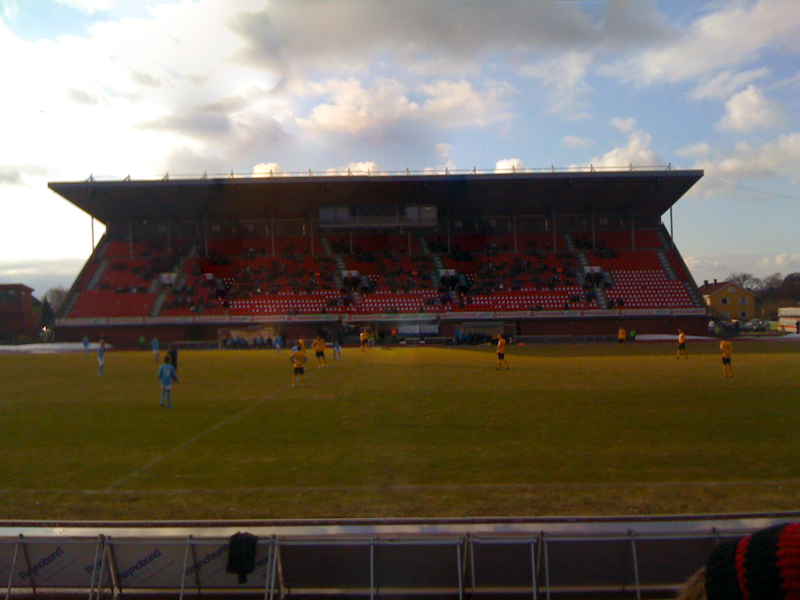
メレス・スタディオン

メレス・スタディオン（ノルウェー語: Melløs Stadion）は、ノルウェー・エストフォル県モスにある多目的競技場である。主にサッカーの試合に用いられ、モスFKが本拠地としている。

## 概要
1939年開設。座席数は4117席あるが、うち国内リーグで使用出来るのは2373席である。収容人数としては9410人であるが、歴代最高集客数は2003年の1万0085人である。
大会としては1990年にノルウェーの国民体育大会が開催された他、UEFA欧州女子選手権1997の開催地の一つとなった歴史がある。
座席数を8000席にまで増加させる計画も存在している。